# Kanton Bourbourg

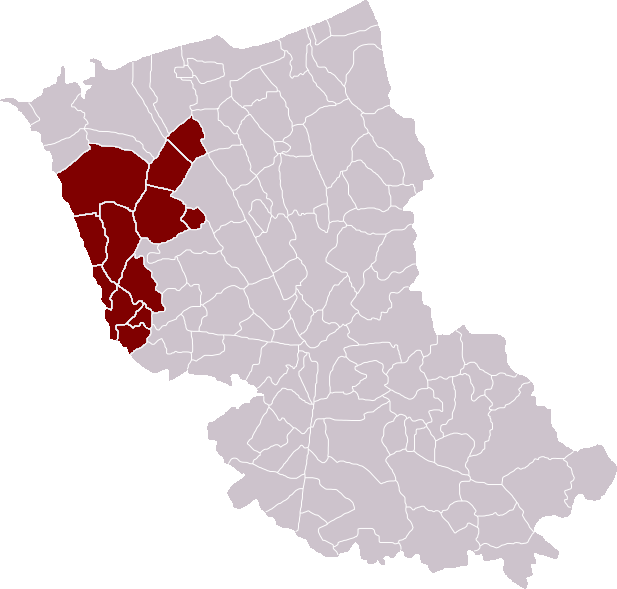
Kanton Bourbourg im Arrondissement Dunkerque

Der Kanton Bourbourg war bis 2015 ein französischer Kanton im Arrondissement Dunkerque im Département Nord in der Region Nord-Pas-de-Calais. Sein Hauptort war Bourbourg. Vertreter im Generalrat des Departements war zuletzt von 1994 bis 2015 Jean-Pierre Decool.

## Gemeinden
Der Kanton bestand aus zwölf Gemeinden:
| Gemeinde            | Einwohner Jahr | Fläche km² | Bevölkerungsdichte | Code INSEE | Postleitzahl |
| ------------------- | -------------- | ---------- | ------------------ | ---------- | ------------ |
| Bourbourg           | 7.064 (2013)   | 38,49      | 184 Einw./km²      | 59094      | 59630        |
| Brouckerque         | 1.276 (2013)   | 11,91      | 107 Einw./km²      | 59110      | 59630        |
| Cappelle-Brouck     | 1.143 (2013)   | 17,55      | 65 Einw./km²       | 59130      | 59630        |
| Drincham            | 249 (2013)     | 3,38       | 74 Einw./km²       | 59182      | 59630        |
| Holque              | 910 (2013)     | 3,81       | 239 Einw./km²      | 59307      | 59143        |
| Looberghe           | 1.189 (2013)   | 19,55      | 61 Einw./km²       | 59358      | 59630        |
| Millam              | 793 (2013)     | 12,44      | 64 Einw./km²       | 59402      | 59143        |
| Saint-Momelin       | 454 (2013)     | 6          | 75 Einw./km²       | 59538      | 59143        |
| Saint-Pierre-Brouck | 1.015 (2013)   | 8,86       | 115 Einw./km²      | 59539      | 59630        |
| Spycker             | 1.673 (2013)   | 9,19       | 182 Einw./km²      | 59576      | 59380        |
| Watten              | 2.523 (2013)   | 7,32       | 345 Einw./km²      | 59647      | 59143        |
| Wulverdinghe        | 323 (2013)     | 2,92       | 111 Einw./km²      | 59664      | 59143        |

Die flandrischen Bezeichnungen der Orte:
- Bourbourg: Broekburg
- Brouckerque: Broekkerke
- Cappelle-Brouck: Kapellebroek
- Drincham: Drinkam
- Holque: Holke
- Looberghe: Loberge
- Millam: Millam
- Saint-Momelin: Sint-Momelijn
- Saint-Pierre-Brouck: Sint-Pietersbroek
- Spycker: Spijker
- Watten: Waten
- Wulverdinghe: Wulverdinge